# Château de Corn-er-Houët

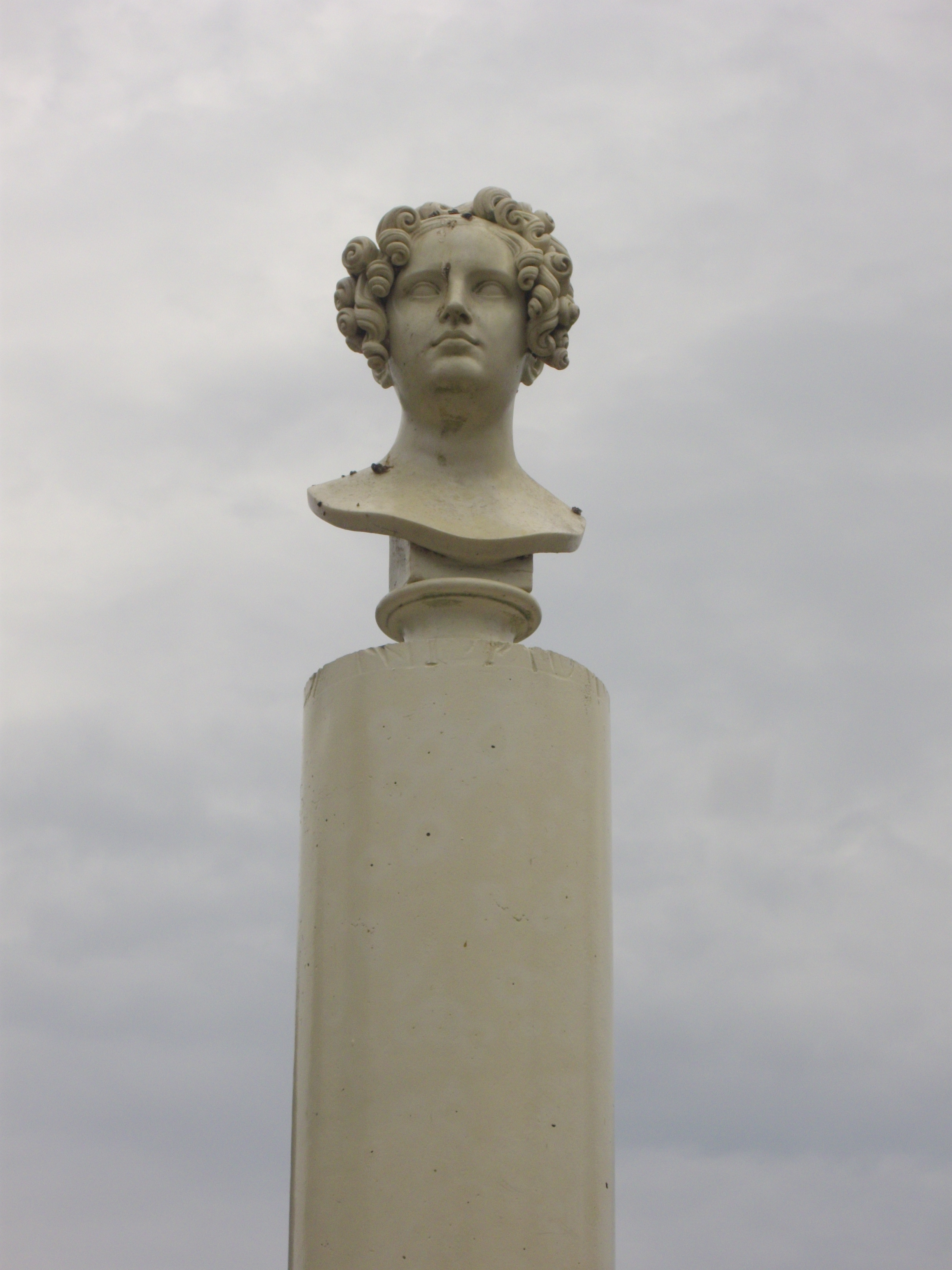
Buste d'Élisa Napoléone Baciocchi, en face de la mairie de Colpo.

Le château de Corn-er-Houët est un édifice situé à Colpo, en France.

## Localisation
Le château est situé sur le territoire de la commune de Colpo, au lieu-dit Corn-er-Houët, dans le département du Morbihan en région Bretagne.

## Description
Le château date du XIXe siècle. C'est un édifice à un étage carré, d'élévation ordonnancée, construit en appareil mixte enduit et moellons de brique et granite. Toiture à longs pans recouverte d'ardoises,  croupe, terrasse, noue. Escalier dans-œuvre : escalier tournant à retours avec jour.

## Historique
Le château est construit entre 1858 et 1866 à l'initiative de la princesse Élisa Napoléone Baciocchi, nièce de Napoléon Ier. La partie nord est rajoutée à la fin du XIXe siècle par la famille de Courcy.
Il est inscrit à l'inventaire général du patrimoine culturel en 1986.